# مرکسهایم
مرکسهایم (به آلمانی: Merxheim) یک شهر در آلمان است که در باد کرویتسناخ واقع شده‌است.